# 가스가 히로후미
가스가 히로후미(일본어: 春日博文, 1954년 1월 25일 ~ )는 일본의 음악가이다.

## 개요
그는 일본 도쿄에서 태어나 사쿠라마치 고교를 중퇴했으며, 1972년 '카르멘 마키 앤 오즈 カルメン・マキ&OZ'를 결성해 77년까지 활동했다. 78년 RC 석세션(RCサクセション)에서 잠시 활동했으나 앨범은 내지 않았다. RC 석세션의 보컬 이마와노 키요시로와는 이후로도 종종 함께 활동한다.
그는 한국의 전통 음악인 사물놀이에 매료된 뒤 1985년에 대한민국을 찾아와 꾸준히 음악 활동을 해 오고 있다. 강산에, 전인권 등과 작업한 바 있으며 대한민국에서는 하찌(Hachi)라는 예명으로 더 잘 알려져 있다. 2006년 조태준과 함께 '하찌와 TJ'라는 그룹을 결성하여 1집을 발표했다.
또한 하찌와 애리로 음반 "꽃들이 피웠네"를 발매, 하찌와 대수를 결성하여 음반 "하늘의 선물"을 냈으며, 솔로로 삼겹살 ok, HACHI UKU SONGS를 음반으로 냈으며 2017년 7월 "기적 같이 만나(Feat. 송은지, 유병덕)"를 발표하는 등 일본과 한국을 오가며 왕성한 활동을 하고 있다.

## 음반 목록
- 카르멘 마키 & OZ - カルメン・マキ&OZ（1975）
- 카르멘 마키 & OZ - 閉ざされた町（1976）
- 카르멘 마키 & OZ - カルメン・マキ&OZ 3（1977）
- 카르멘 마키 & OZ - カルメン・マキ&OZ LIVE（1978）
- 하쿠류 白竜 - 光州City(1981)
- NOIZ - NOIZ (1983)
- 도쿄 비빔밥 클럽 - 東京ビビンパクラブ(1998)

프로듀싱
- 1996 강산에 3집 삐딱이 프로듀싱
- 1998 강산에 4집 연어 프로듀싱
- 2004 전인권 운명 프로듀싱
- 2006 하찌와 TJ 1집 행복 프로듀싱
- 2009 하찌와 TJ 2집 별총총 프로듀싱
- 1912 하찌와 애리 1집 꽃들이 피웠네 프로듀싱
- 2013 하찌와 대수 하늘의 선물 (Gift From Heaven)(Feat. 양호)
- 2015 하찌와 TJ 화조풍월 프로듀싱
- 2015 하찌 삼겹살 O.K
- 2016 한대수 14집 물좀주소 스키야키 프로듀싱
- 2016 하찌 솔로 HACHI UKU SONGS 프로듀싱
- 2017 기적같이 만나(Feat. 송은지, 유병덕) 싱글